# В этом наша жизнь (роман)
«В этом наша жизнь» (англ. In This Our Life) — роман американской писательницы Эллен Глазгоу, изданный в 1941 году. В 1942 году он был отмечен Пулитцеровской премией за лучший роман. Оригинальный заголовок романа — цитата из цикла сонетов Джорджа Мередита: «Ah, what a dusty answer gets the soul/ When hot for certainties in this our life!».
Кинокомпания Warner Bros. немедленно купила права на экранизацию романа и в 1942 году выпустила фильм с одноименным названием.

## История создания
Эллен Глазгоу приступила к созданию романа в 1937 году. Работа постоянно прерывалась из-за болезни писательницы. Именно в это время она пережила два сердечных приступа, а врач больницы, в которой она оказалась летом 1940 года, дал ей не более полугода жизни. Тем не менее, роман был закончен в 1941 году, а сама Глазгоу дожила до 1945 года.
В романе выведены традиционные для Глазгоу места, в том числе Ричмонд, где она провела большую часть жизни.
В 1966 году состоялась посмертная публикация короткого продолжения романа, Beyond Defeat: An Epilogue to an Era.

## Синопсис
Действие происходит на юге США. Роман рассказывает историю двух сестёр, Стенли и Рой Тимберлейк, и показывает их непростые взаимоотношений между собой и с другими людьми.
Рой выступает в роли героини, наделённой множеством положительных качеств, причём присущих не только женщине, но и мужчине. Она чувствительна, интеллигентна, трудолюбива, современна и независима.
Стенли выступает антагонистом Рой. Ей присущи красота, самовлюблённость, испорченность и ветреность. Она вступает в связь с мужем сестры, которая мужественно встречает удар, даёт развод и позволяет паре соединиться, что, однако предсказуемо заканчивается катастрофой.

## Признание
В 1942 году роман получил Пулитцеровскую премию, однако по мнению некоторых авторов, награда в некоторой степени вручалась не за само произведение, а за общий вклад Глазгоу в литературу. В 1933 году другой её роман, The Sheltered Life (1932), также выдвигался на премию и был фаворитом, но неожиданно проиграл роману Томаса Стриблинга The Store. Премия 1942 года была в том числе и способом восстановить справедливость.

## Экранизация
Компания Warner Bros. приобрела права на экранизацию в 1941 году за $40 000 и немедленно начала кастинг. Место режиссёра получил Джон Хьюстон, только что закончивший свой дебютный фильм «Мальтийский сокол». Сценаристом выступил Говард Кох, который при адаптации романа постарался уменьшить акцент на кровосмесительной связи Уильяма Фицроя с племянницей Стэнли и расовой дискриминации на юге. На ведущих ролях в фильме выступили популярные актрисы Бетт Дэвис и Оливия де Хэвилленд.